# Руднев, Олег Александрович (ватерполист)
Олег Александрович Руднев (Гертиг; 1919, Петроград — 1961, Ленинград) — советский ватерполист. Мастер спорта СССР (1940). Участник Великой Отечественной войны.

## Биография
Родился в 1919 году в Петрограде.
Начал заниматься водным поло в 1933 году. Выступал за ленинградские клубы «Электрик», ВМУЗ и «Динамо». Входил в сборные Ленинграда, ДСО «Динамо» и сборную СССР. Дважды становился чемпионом СССР (1940, 1947) и был серебряным призёром чемпионатов страны (1945, 1948). Участвовал в ряде международных соревнований по водному поло, включая III летнюю рабочую олимпиаду в Антверпене в 1937 году. Неоднократно выигрывал чемпионаты Ленинграда.
Окончил Ленинградский государственный институт журналистики имени В. В. Воровского.
С 1938 года служил в Красной Армии и принял участие в Великой Отечественной войне. Служил в 3-м отдельном батальоне 4-й морской бригады на Ленинградском фронте в звании старшины 1-й статьи.
20 октября 1941 года, выполняя боевое задание в тылу противника в качестве командира разведывательной группы, попал в засаду и был тяжело ранен в голову, также получив контузию. В 1943 году демобилизован как инвалид 2-й группы.
С 1946 года работал в партийных структурах Ленинграда. Являлся инструктором в Выборгском и Московском райкомах КПСС.
Скончался в 1961 году в Ленинграде. Похоронен на Серафимовском кладбище.

## Достижения
- Чемпион СССР: 1940, 1947[2]
- Серебряный призёр чемпионата СССР: 1945, 1948[2]

## Награды
- Орден Славы III степени (6 ноября 1947)[1]
- Медаль «За оборону Ленинграда»[1]
- Медаль «За победу над Германией в Великой Отечественной войне 1941—1945 гг.»[1]
- Медаль «За доблестный труд в Великой Отечественной войне 1941—1945 гг.»[1]